# Municipio de Jennings (condado de Scott)
El municipio de Jennings (en inglés: Jennings Township) es un municipio ubicado en el condado de Scott en el estado estadounidense de Indiana. En el año 2010 tenía una población de 6633 habitantes y una densidad poblacional de 82 personas por km².

## Geografía
El municipio de Jennings se encuentra ubicado en las coordenadas 38°45′44″N 85°46′52″O / 38.76222, -85.78111. Según la Oficina del Censo de los Estados Unidos, el municipio tiene una superficie total de 80.89 km², de la cual 80.74 km² corresponden a tierra firme y (0.19%) 0.15 km² es agua.

## Demografía
Según el censo de 2010, había 6633 personas residiendo en el municipio de Jennings. La densidad de población era de 82 hab./km². De los 6633 habitantes, el municipio de Jennings estaba compuesto por el 97.59% blancos, el 0.23% eran afroamericanos, el 0.27% eran amerindios, el 0.21% eran asiáticos, el 0.08% eran isleños del Pacífico, el 0.54% eran de otras razas y el 1.09% pertenecían a dos o más razas. Del total de la población el 1.73% eran hispanos o latinos de cualquier raza.